# Auftrag (Schweiz)
Der Auftrag ist im schweizerischen Obligationenrecht ein Vertragsverhältnis. Der Auftragnehmer verpflichtet sich dabei entgeltlich oder unentgeltlich eine Tätigkeit für den Auftraggeber auszuführen, wobei ein Vertrauensverhältnis zwischen den beiden Vertragsparteien besteht. Obwohl namensgleich entspricht der Auftrag im schweizerischen Recht weniger dem Auftrag des deutschen Rechts und mehr dem Dienstvertrag des deutschen Rechts.

## Gesetzessystematik
Der Auftrag ist im Obligationenrecht von 1911 – das den 5. Teil des Zivilgesetzbuches darstellt – geregelt, war jedoch auch schon im Obligationenrecht von 1881 in ähnlicher Weise enthalten. Konkret finden sich die Bestimmungen im 13. Titel in der Zweiten Abteilung, welche üblicherweise auch als Besonderer Teil des OR bezeichnet wird, da sie besondere Vertragsverhältnisse regelt. Der 13. Titel unterteilt sich wiederum in die Bestimmungen über den einfachen Auftrag sowie über einige besondere Varianten des Auftrags.

## Der einfache Auftrag
Durch die Annahme eines Auftrages verpflichtet sich der Beauftragte, die ihm übertragenen Geschäfte oder Dienste rechtlicher oder tatsächlicher Art vertragsgemäss zu besorgen (Art.  394 Abs. 1). Als Auftrag gelten gemäss dem Wortlaut von Art. 394 Abs. 2 alle Verträge über Arbeitsleistung, die keiner anderen Gruppe zugeordnet werden können. Die Rechtsprechung legt diesen Artikel jedoch nicht wörtlich aus und lässt auch Innominatverträge über Arbeitsleistung zu. Nicht abschliessend entschieden wurde bis heute allerdings, ob dabei nur gemischte Verträge oder auch Verträge sui generis zulässig sind. Da die Rechtsprechung die abschliessende negative Definition des Auftrages in Art. 394 Abs. 2 nicht übernimmt, ist eine positive Definition des Auftrages nötig. Das Bundesgericht nimmt deshalb an, dass das charakterisierende Element des Auftrags das besondere Vertrauensverhältnis zwischen der Parteien darstellt. Übliche Inhalte von Auftragsverhältnissen sind insbesondere die Dienstleistungen von Ärzten und Anwälten sowie der Vertrag über die Bauleitung. Dabei ist es unerheblich ob der Auftrag auch untergeordnete werkvertragliche Elemente, z. B. die Anfertigung einer Krone durch einen Zahnarzt, enthält.
Der Auftraggeber muss die Leistung bezahlen, sofern das verabredet war oder üblich ist. Ein Vertrag über einen Auftrag gilt als zustande gekommen, falls der Beauftragte ihn nicht sofort ablehnt und er solcherlei Arbeit gewerblich erledigt, von einer Behörde dafür eingesetzt wurde oder er sich dafür empfohlen hat (also zum Beispiel wenn er für sein Unternehmen Werbung betrieben hat). Mit der Beauftragung überträgt der Auftraggeber auch die damit verbundenen Rechte an den Beauftragten, etwa das Recht, dafür nötige Ausgaben im Namen des Auftraggebers zu tätigen. Der Beauftragte haftet für die getreue und sorgfältige Ausführung des Auftrages, umgekehrt haftet der Auftraggeber für die Auslagen des Beauftragten, sofern er diese in rechter Ausführung des Auftrages gemacht hat. Nicht geschuldet ist – vorausgesetzt es wurde sorgfältig gearbeitet – hingegen der Erfolg der ausgeführten Arbeiten. Der Auftrag ist gerade deswegen der normale Vertrag um z. B. Ärzte oder Anwälte zu verpflichten. Diese können aufgrund der Art ihrer Arbeit den Erfolg ihrer Bemühungen nicht garantieren.
Neben der Spezialität, dass der Erfolg der auszuführenden Arbeiten nicht geschuldet ist, grenzt sich der Auftrag vor allem durch die jederzeitige Widerrufbarkeit des Vertragsverhältnisses von den anderen Verträgen über Arbeitsleistungen ab. Diese in Art. 404 Abs. 1 aufgeführte Regelung wird vom Bundesgericht als zwingend betrachtet und wird mit dem besonderen Vertrauensverhältnis zwischen den Parteien begründet. Dieser Regelung direkt oder indirekt zuwiderlaufende Vertragsbestimmungen, z. B. Einschränkungen der Kündbarkeit oder Konventionalstrafen, sind entsprechend nichtig. Gemäss Art. 404 Abs. 2 schuldet die kündigende Seite allerdings Schadenersatz, wenn die Kündigung zur Unzeit (z. B. kurz vor Beendigung des Auftrags) erfolgt.
Der Auftrag erlischt entweder, wenn er, der Natur des Geschäftes entsprechend, erfüllt ist oder einer der Partner stirbt, in Konkurs geht oder handlungsunfähig wird. Ist es im Interesse des Auftraggebers, geht der Auftrag auf die Erben oder Vertreter des Beauftragten über.

## Sonderformen

### Auftrag zur Ehe- oder Partnerschaftsvermittlung
Dieser Abschnitt wurde 1998 ins Obligationenrecht ergänzt und ist seit dem 1. Januar 2000 gültig (AS 1999 1118; BBl 1996 I 1). Wer einen Auftrag zur Ehe- oder Partnerschaftsvermittlung annimmt, verpflichtet sich, dem Auftraggeber gegen eine Vergütung geeignete Personen für die Ehe oder eine feste Partnerschaft zu vermitteln (Art 406a). Der Abschnitt ergänzt den Abschnitt zum allgemeinen Auftrag für diesen speziellen Fall.
Die speziellen Vorschriften dieser Vertragsform umfassen grob zwei Themen: Migration und Form. Sofern der Vermittler Personen aus dem Ausland einreisen lässt, um sie zu vermitteln, muss er zum einen eine Bewilligung dafür haben, zum anderen deren Rückreise finanziell gesichert haben. So soll verhindert werden, dass die Personen nur für Scheinehen einreisen oder andere Einreisebestimmungen umgangen werden können. Der Vermittlungsvertrag muss schriftlich abgefasst werden und u. a. den Auftraggeber über sein unentgeltliches Rücktrittsrecht innerhalb von sieben Tagen informieren (Art 406d 5). Fehlt dieser Passus erlaubt dies unter Umständen noch nach Jahren einen Rücktritt vom Vertrag. Das Fehlen vorgeschriebener Vertragsbestandteile könnte auch die Nichtigkeit des Vertrages zur Folge haben.

### Der Kreditbrief und der Kreditauftrag
In diesem Abschnitt geht es um sogenannte Kreditbriefe und die mit ihnen verbundenen Rechte und Pflichten und den Kreditauftrag.

### Der Mäklervertrag
Als Mäkler (oder Makler) bezeichnet man jemanden, der im Auftrag eines anderen Verträge zu vermitteln versucht. Er sucht also für den Auftraggeber Kunden und vermittelt diese, ohne selbst Angestellter des Auftraggebers zu sein. Der Auftraggeber muss ihm eine Entschädigung bezahlen, wenn ein Vertrag zustande gekommen ist. Mäkler sind besonders im Versicherungs- und Bankwesen häufig anzutreffen (siehe Versicherungsmakler und Börsenmakler).

### Der Agenturvertrag
Agent ist jemand, der einen Auftrag übernimmt, Geschäfte für seinen Auftraggeber zu vermitteln oder auch abzuschliessen (Art. 418a). Der Agent ist zwar Dritten gegenüber zu Verschwiegenheit über die ihm bekannten Geschäftsgeheimnisse des Auftraggebers verpflichtet, ohne andere Abmachung darf er aber auch für Dritte tätig sein. Es kann ein Konkurrenzverbot vereinbart werden.
Dem Agenten stehen die vereinbarte oder übliche Vermittlungs- bzw. Abschlussprovision zu. Ist der Agent beauftragt, in einem bestimmten Gebiet Kunden zu werben, so wird angenommen, dass er in diesem Gebiet exklusiv für den Auftraggeber arbeitet. Es stehen ihm die Provisionen auch dann zu, wenn der Auftraggeber im Gebiet des Agenten ohne seine Mitwirkung ein Geschäft abgeschlossen hat (Art. 418f – 418g).
Die Artikel 418m – 418o enthalten Bestimmungen, die denen des Arbeitsrechts gleichen. Sie sollen verhindern, dass der Agent in Bezug auf seinen Auftraggeber übermässig benachteiligt werden kann. So muss der Auftraggeber für unverschuldete Verdienstausfälle (Krankheit, Militärdienst etc.) des exklusiv für ihn arbeitenden Agenten teilweise aufkommen und darf ihn nicht arglistig an der Erfüllung seines Vertrages hindern, etwa indem er ihm wichtige Informationen vorenthält. Diese Bedingungen können nicht wegbedungen werden. Er muss ohne gegenteilige Absprache auch die (Reise-)Spesen des Agenten ersetzen.

## Rechtsvergleich
Basierend auf dem römischen Recht werden Aufträge in verschiedenen Rechtsordnungen, beispielsweise der deutschen und der österreichischen, als ausschliesslich unentgeltliche Aufforderung, eine Handlung vorzunehmen, angesehen. Entsprechend ist die Bedeutung des Auftrags in diesen Rechtsordnungen relativ gering. Da der Auftrag in der Schweiz hingegen ein sehr weit gefasstes Spektrum von entgeltlichen und unentgeltlichen Vertragsvariationen umfasst, ist seine Bedeutung um ein Vielfaches höher. Eine Konsequenz aus der Abstammung aus dem unentgeltlichen Auftrag des römischen Rechts ist die jederzeitige Kündbarkeit des Auftrags nach schweizerischem Recht. Diese Regelung wurde in der Lehre vielfach als für entgeltliche Verträge unpassend kritisiert.